# Anus
 Ovo je glavno značenje pojma Anus. Za druga značenja pogledajte Anus (razdvojba).
U anatomiji, anus (iz latinskog ānus "prsten, anus"), jest posljednji dio probavnog trakta, i konačni otvor rektuma. Sam se otvor zove čmar.

## Uloga anusa
Kada je rektum pun, povećanje "tlaka" tjera na širenje analne cijevi kako bi izmetina dospjela u cijev. Rektum se smanjuje a izmetine putuju analnom cijevi do anusa valovito pomoću peristaltike, to se zove peristaltika crijeva.
Kako bi spriječili nastanak bolesti, ljudi često peru anus nakon izbacivanja tvari pomoću vode ili toaletnog papira.

## Pubertet
Za vrijeme puberteta muški spolni hormon testosteron počinje pojačano raditi, pa se stidne dlake javljaju i na anusu, u 13-14 godini kao tanke bezbojne dlačice. Kako muške genitalije sazrijevaju a dlake na tijelu postaju deblje i tamnije, iste se karakteristike događaju i na anusu. Do 18. godine, anus je okružen stidnim dlakama.